# Carme Ruscalleda
Carme Ruscalleda i Serra, née à Sant Pol de Mar en 1952, est une cuisinière espagnole.

## Biographie
Issue d'une famille de paysans et de commerçants, elle fait des études de commerce et de charcuterie. Cuisinière autodidacte, elle ouvre avec son mari Toni Balam en 1988, dans son port natal, à mi-chemin de Barcelone et de Gérone, le restaurant de cuisine catalane Sant Pau. Lequel obtient en 1991 sa première étoile au Guide Michelin, et en 2006 sa troisième étoile.
En 2004, elle ouvre à Tokyo un second restaurant Sant Pau, qui détient depuis 2007 deux étoiles Michelin. Elle est actuellement la seule femme au monde récompensée de cinq étoiles par ce guide,.
En 2007, elle reçoit la Médaille d'or du mérite des beaux-arts par le Ministère de l'Éducation, de la Culture et des Sports.
Sa cuisine se veut « catalane, moderne et créative ».

## Publications
Depuis 2000, Carme Ruscalleda écrit des livres de cuisine, dont le plus connu est Cuinar per ser feliç (Cuisiner pour être heureux), qui contient plus de 100 recettes et qui est traduit en espagnol :
- (ca) Avec Miquel de Palol, Cuinar per ser feliç, Barcelone, Columna, 2001.
- (es) Cocinar para ser feliz, Barcelone, Viena, 2002.